# Język nkutu
Język nkutu – język z rodziny bantu, używany w Demokratycznej Republice Konga. W 1972 roku liczba mówiących wynosiła ok. 40 tysięcy.